# Davacı
Davacı (en turc Demandant) és una pel·lícula turca de 1986 dirigida per Zeki Ökten.

## Argument
A la pel·lícula s'explica el plet entre dos veïns que viuen en un poble i els 7 anys en curs. És una crítica al sistema judicial. D'alguna manera, et fa pensar de nou quan vas a la porta dels tribunals i busques justícia.
Zeki Ökten va dirigir la pel·lícula i va escriure el guió Umur Bugay. Es va mostrar per primera vegada el gener de 1987. Va ser rodada al districte de Yenişehir, Bursa de Bursa.

## Repartiment
- Kemal Sunal - Yunus
- Savaş Yurttaş - Ahmet
- Güzin Özipek - Hatice
- Serra Yılmaz - Ahmet`in karısı
- Necati Bilgiç - Dursun
- Bahri Selin - Yunus`un babası (ses. Türker Tekin)
- Gülümser Gülhan - Nazlı
- Demet Akbağ - Dursun`un karısı
- Erkan Can - Seyyar Satıcı
- Yavuzer Çetinkaya - Köfteci
- Ali Cağaloğlu - Hakim (ses. Ersan Uysal)
- Meltem Savcı - Muhabir
- Banu Sengelli
- Dursun Ali Sarıoğlu - Muhtar (ses. Sadettin Erbil)
- Yaşar Güner - Mübaşir
- Selahattin Fırat- Arzuhalci
- Yalçın Güzelce - Avukat
- Erol Özkök - Avukat Rıfat
- Kemal Kocatürk
- Serhat Özcan - Seyyar Satıcı
- Evrem Gökkaya
- Necdet Kaygın
- Remzi Biçer
- Ekrem Gökkaya